# Riley Duran
Riley Duran (né le 25 janvier 2002 à Boston, aux États-Unis) est un joueur professionnel américain de hockey sur glace qui évolue au poste d'attaquant.

## Biographie
Il est actuellement joueur des Bruins de Boston de la Ligue nationale de hockey (LNH).

## Statistiques
| Saison    | Équipe                 | Ligue       |                   | Saison régulière  | Saison régulière  | Saison régulière  | Saison régulière  | Saison régulière  |                   | Séries éliminatoires | Séries éliminatoires | Séries éliminatoires | Séries éliminatoires | Séries éliminatoires |
| Saison    | Équipe                 | Ligue       | PJ                | B                 | A                 | Pts               | Pun               | PJ                | B                 | A                    | Pts                  | Pun                  |                      |                      |
| 2018-2019 | Phantoms de Youngstown | USHL        | 1                 | 0                 | 0                 | 0                 | 2                 | -                 | -                 | -                    | -                    | -                    |                      |                      |
| 2020-2021 | Phantoms de Youngstown | USHL        | 47                | 8                 | 11                | 19                | 32                | -                 | -                 | -                    | -                    | -                    |                      |                      |
| 2021-2022 | Friars de Providence   | Hockey East | 38                | 10                | 9                 | 19                | 18                | -                 | -                 | -                    | -                    | -                    |                      |                      |
| 2022-2023 | Friars de Providence   | Hockey East | 29                | 8                 | 12                | 20                | 33                | -                 | -                 | -                    | -                    | -                    |                      |                      |
| 2023-2024 | Friars de Providence   | Hockey East | 35                | 9                 | 7                 | 16                | 18                | -                 | -                 | -                    | -                    | -                    |                      |                      |
| 2023-2024 | Bruins de Providence   | LAH         | 11                | 2                 | 2                 | 4                 | 2                 | 4                 | 0                 | 0                    | 0                    | 0                    |                      |                      |
| 2024-2025 | Bruins de Providence   | LAH         | Saison en cours ? | Saison en cours ? | Saison en cours ? | Saison en cours ? | Saison en cours ? | Saison en cours ? | Saison en cours ? | Saison en cours ?    | Saison en cours ?    | Saison en cours ?    |                      |                      |
| 2024-2025 | Bruins de Boston       | LNH         | Saison en cours ? | Saison en cours ? | Saison en cours ? | Saison en cours ? | Saison en cours ? | Saison en cours ? | Saison en cours ? | Saison en cours ?    | Saison en cours ?    | Saison en cours ?    |                      |                      |